# Svazek obcí Za Letištěm
Svazek obcí Za Letištěm je dobrovolný svazek obcí v okresu Pardubice, jeho sídlem jsou Pardubice a jeho cílem je ochrana a prosazování společných zájmů členských obcí, v jednotlivých případech potom zejména spolupráce členských obcí při obnově a rozvoji venkova, při přípravě a realizaci rozvojových programů EU a činnosti dle zákona o obcích. Předmětem činnosti jsou i takové akce a aktivity, které se z objektivních důvodů týkají jen některých členských obcí, pokud jsou v souladu se zájmy a záměry svazku. Sdružuje celkem 9 obcí a byl založen v roce 2001.

## Obce sdružené v mikroregionu
- Barchov
- Čepí
- Dřenice
- Dubany
- Mikulovice
- Ostřešany
- Srnojedy
- Staré Jesenčany
- Třebosice